# Чишма-Уракаєво
Чишма́-Урака́єво (рос. Чишма-Уракаево, башк. Шишмә-Ураҡай) — присілок у складі Аскінського району Башкортостану, Росія. Входить до складу Арбашевської сільської ради.
Населення — 245 осіб (2010; 370 у 2002).
Національний склад:
- татари — 87 %